# Mamut lanudo: Secretos del hielo
Mamut lanudo: Secretos del hielo es una serie de televisión documental narrada por la antropóloga y exploradora Alice Roberts en la que explica cómo era uno de los mamíferos más conocidos de la Edad de Hielo, el Mamut lanudo .

## Terreno
Alice Roberts nos lleva por todas partes en el hemisferio norte que nos muestre cómo vivió y lo que era un comportamiento normal de  Mamut lanudo  un enorme paquidermo antepasado lejano del  ' elefante indio .  'Los animales aparecieron:' 
- Mammuthus primigenius

- Ovibos moschatus

- Bison bison

- Saiga tatarica

- Rangifer tarandus

- Loxodonta africana